# 查拉克 (密蘇里州)
查拉克（英語：Charlack）是位於美國密蘇里州聖路易斯縣的城市。

## 人口
根據2020年美國人口普查的數據，查拉克的面積為0.70平方千米，皆為陸地。當地共有人口1304人，而人口密度為每平方千米1,863人。